# Hardinger Band
Hardinger Band eller Shu-bi-dua version 2.0 (Shu-bi-dua 2.0) er en dansk musikgruppe, der blev dannet i 1988 under navnet Hardinger/Thorup af de daværende Shu-bi-dua-medlemmer Michael Hardinger og Jørgen Thorup. Bandet var oprindelig tænkt som et kreativt fritidsprojekt, som fungerede imellem aktiviteterne i Shu-bi-dua.
Samarbejdet mellem Michael Hardinger og Jørgen Thorup havde dog eksisteret i et par år – dog under andre navne; heriblandt Lørdagskyllingerne og Pistolen i ryggen.
I 1988 blev det til pladerne Kuntoman med Hardinger/Thorup, som dengang også talte Kim Daugaard på bas, og samme år blev pladen Vi ku' ikke la' vær udgivet under navnet "Jørgen & Michael". Herefter blev projektet henlagt, indtil år 2005, hvor Hardinger, Thorup og Daugaard indspillede en ny version af nummeret "Vi er Brøndby".
I slutningen af 2000'erne tog samarbejdet for alvor fart igen, denne gang som både produktions- og liveprojekt. I 2009 gjorde Bosse Hall Christensen, der i 1981 havde lagt trommestikkerne på hylden, comeback i Hardinger/Thorup, mens Kasper Daugaard spillede bas og den nytilkomne B-Joe Johansen spillede leadguitar.
Under navnet Hardinger, Thorup & B-Joe spillede de tre efterfølgende over hundrede koncerter som akustisk trio, indtil projektet igen blev udvidet til fuldt band. Som trio nåede bandet at udsende flere singler, bl.a en stribe covernumre indspillet i USA, som udkom under navnet California Sessions. Ydermere udsendtes to singler med originalmateriale (Runaway og Fly Away - begge skrevet af B-Joe), som begge opnåede fin airplay på DR.
Siden 2014 har bandet kørt under navnet Hardinger Band som 5-mands band med nedenstående medlemmer (2014- ).
- Michael Hardinger (guitar/vokal)
- Jørgen Thorup (keyboard/vokal)
- B-Joe Johansen (guitar/vokal)
- Kim Daugaard (bas)
- Flemming Olsen (trommer)

I perioden 2012-2013 spillede Kasper Daugaard bas og Bosse Hall Christensen trommer, indtil de blev erstattet af Kim Daugaard og Flemming Olsen. I 2017 indspillede bandet albummet Sym-fo-19 med gamle demo-melodier hentet fra Shu-bi-dua-materiale i 1970'erne, 1980'erne og 1990'erne. Albummet kunne ikke streames, men udelukkende købes på cd hos Søstrene Grene fra 3. november 2017 og på LP fra december samme år.
I dag er Kasper Daugaard, som i øvrigt er Kim Daugaards søn, tilbage i bandet, hvor han spiller keyboard og mundharpe.
Bandet har siden 2023 også kaldt sig "Shu-bi-dua version 2.0" eller bare "Shu-bi-dua 2.0".

## Diskografi

### Albums
- Kuntoman, 1988
- Vi ku' ikke la' vær, 1988
- Sym-fo-19, 2017

### Singler
- "Vi er Brøndby", 2005
- "Jul på spanden", 2008 (først udgivet i 1987 som B-side til Lise-Lotte og Pistolen i ryggens "Glædelig jul"[3])
- "Snapshot af Danmark", 2009
- "Walkman '09", 2009
- "Mustang Convertible", 2009
- "Zapp Zapp", 2009
- "Guld og grønne skove", 2023[4]